# Villetta con piscina
Villetta con piscina (Zomerhuis met zwembad in olandese) è un romanzo pubblicato nel 2011 dallo scrittore e attore olandese Herman Koch.

## Trama
Marc Schlosser è un medico di famiglia. Riceve in modo abitudinario i suoi assistiti e dedica a ciascuno venti minuti di tempo. Dopo il funerale di un noto attore, Ralph Meier, la moglie dell'attore lo accusa di omicidio. La vicenda si sviluppa attorno alla ricostruzione degli ultimi diciotto mesi e riguarda le famiglie del medico e dell'attore. Alcuni momenti cruciali della storia si realizzano in una casa per le vacanze affittata per i mesi estivi da Ralph Meier.

## Edizione originale
- (NL) Herman Koch, Zomerhuis met zwembad, Amsterdam - Brussel Lezen voor Iedereen, cop. 2011., Eenvoudig Communiceren - Lezen voor Iedereen, cop, 2011, ISBN 9789086961290, OCLC 758174699.

## Edizione italiana
- Herman Koch, Villetta con piscina, traduzione di Giorgio Testa, Vicenza, Neri Pozza, 2011, ISBN 9788854505445, OCLC 898503865.

## Edizioni in altre lingue
- (ZH) Herman Koch, 夏日尽处 Summer house with swimming pool, traduzione di Yansong Yi, Changsha, Hu'nan wen yi chu ban she, 2019, ISBN 9787540486518, OCLC 1102007742.
- (EN) Herman Koch, Summer house with swimming pool: a novel, traduzione di Sam Garrett, London - New York, Hogarth, 2014, ISBN 9780804138833, OCLC 907948231.